# Rock & Roll Machine
Rock & Roll Machine es el segundo álbum de estudio de la banda de hard rock canadiense Triumph y fue publicado en 1977. El álbum fue lanzado en dos ocasiones en los Estados Unidos, en 1978 y 1980.  Este disco incluye su primer sencillo exitoso, «Rocky Mountain Way» el cual es un cóver de Joe Walsh.

## Lista de canciones

### Versión canadiense
El disco fue publicado originalmente en Canadá, pero cuando la banda firmó contrato con RCA Records en 1977, la edición internacional de Rock & Roll Machine incluyó canciones de su álbum debut Triumph.

#### Lado A
| A Side |                                |                                         |          |  |
| N.º    | Título                         | Escritor(es)                            | Duración |  |
| 1.     | «Takes Time»                   | Rik Emmett / Gil Moore / Michael Levine | 3:48     |  |
| 2.     | «Bringing It on Home»          | Rik Emmett / Michael Levine             | 4:36     |  |
| 3.     | «Little Texas Shaker»          | Rik Emmett / Gil Moore / Michael Levine | 3:26     |  |
| 4.     | «New York City Streets, Pt. 1» | Gil Moore                               | 3:09     |  |
| 5.     | «New York City Streets, Pt. 2» | Gil Moore                               | 4:42     |  |

#### Lado B
| B side |                                                          |                                                         |          |  |
| N.º    | Título                                                   | Escritor(es)                                            | Duración |  |
| 6.     | «City: War March/El Duende Agonizante/Minstrel's Lament» | Rik Emmett                                              | 9:32     |  |
| 7.     | «Rocky Mountain Way»                                     | Rocke Grace / Kenny Passarelli / Joe Vitale / Joe Walsh | 4:06     |  |
| 8.     | «Rock & Roll Machine»                                    | Gil Moore                                               | 7:00     |  |

### Versión estadounidense
| A Side |                            |                                                         |          |  |
| N.º    | Título                     | Escritor(es)                                            | Duración |  |
| 1.     | «Takes Time»               | Rik Emmett / Gil Moore / Michael Levine                 | 3:48     |  |
| 2.     | «Bringing It on Home»      | Rik Emmett / Michael Levine                             | 4:36     |  |
| 3.     | «Rocky Mountain Way»       | Rocke Grace / Kenny Passarelli / Joe Vitale / Joe Walsh | 4:06     |  |
| 4.     | «Street Fighter»           | Gil Moore                                               | 3:28     |  |
| 5.     | «Street Fighter (Reprise)» | Gil Moore                                               | 3:02     |  |

#### Lado B
| B side |                                 |              |          |  |
| N.º    | Título                          | Escritor(es) | Duración |  |
| 6.     | «24 Hours a Day»                | Rik Emmett   | 4:26     |  |
| 7.     | «Blinding Light Show/Moonchild» | Rik Emmett   | 8:46     |  |
| 8.     | «Rock & Roll Machine»           | Gil Moore    | 7:00     |  |

## Formación
- Rik Emmett - voz y guitarra
- Gil Moore - voz y batería
- Michael Levine - bajo y teclado
- Laurie Delgrande - teclado
- Mike Danna - teclado
- Beau David - coros[3]
- Elaine Overholt - coros[3]
- Gord Waszek - coros[3]
- Colina Phillips - coros[3]
- Rosie Levine - coros